# 德涅斯特河沿岸共产党
德涅斯特河沿岸共产党（俄語：Коммунистическая партия Приднестровья）是德涅斯特河沿岸的一个已不存在的共产主义政党，成立于1991年。该党的意识形态为共产主义、马克思列宁主义。该党是2001年成立的苏联共产党的成员。该党被认为比德涅斯特河沿岸的共产党更坚守正统的马列主义意识形态。
2013年3月11日，该党主席Vladimir Gavrilchenko去世。随后，该党的大多数成员转而加入德涅斯特河沿岸的共产党。自2013年8月以来，该党的主席职位一直处于空缺状态。该党可能已经解散。